# Palazzo Giustinian Lolin

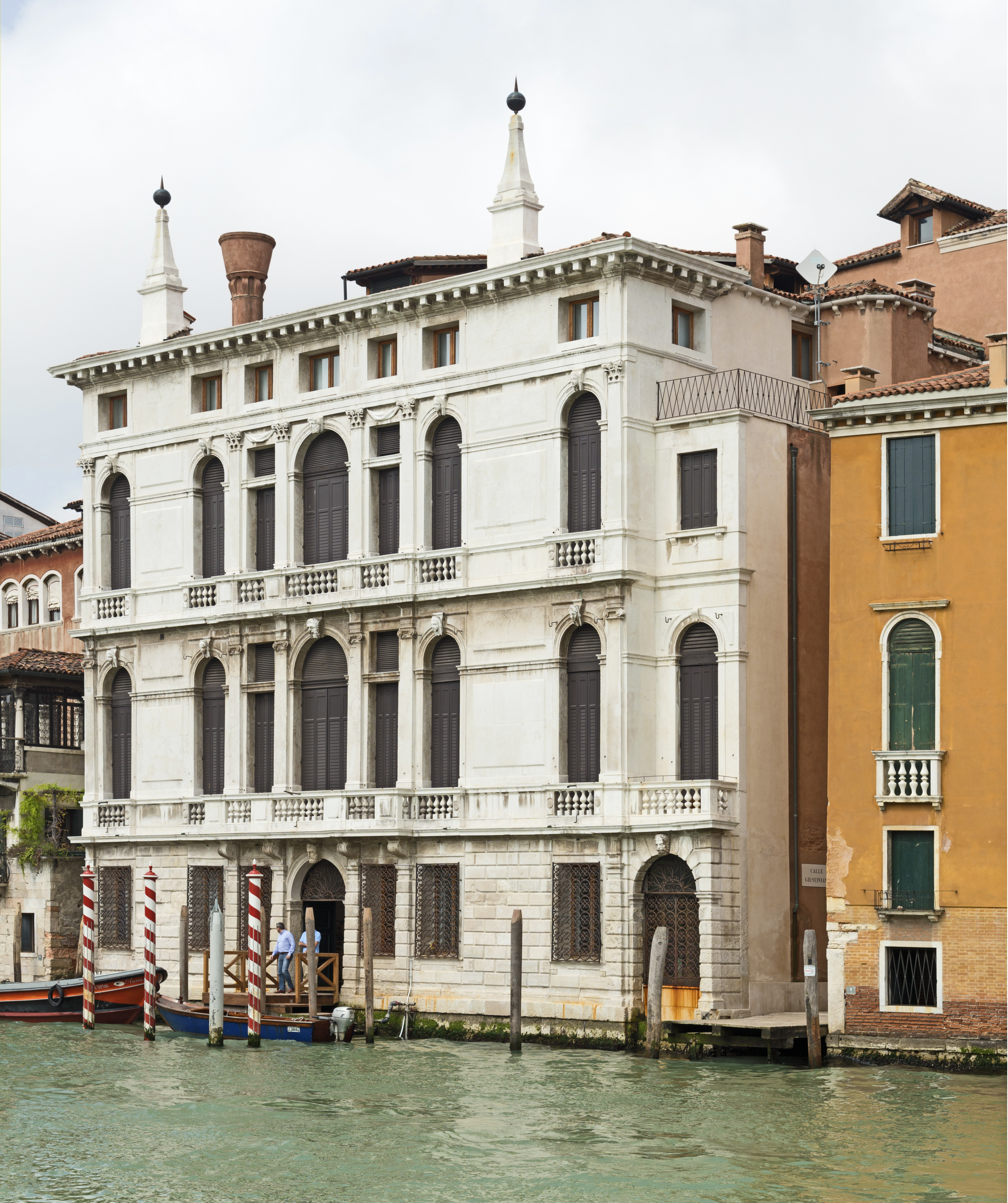

Der Palazzo Giustinian Lolin ist ein Palast im Sestiere San Marco in Venedig. Er liegt unmittelbar am Canal Grande, in der Nähe des Campo Santo Stefano und der Ponte dell’Accademia.

## Geschichte
Das Gebäude steht auf einem Fundament aus dem 14. Jahrhundert.
Das heutige Gebäude wurde im 17. Jahrhundert als Jugendwerk des venezianischen Architekten Baldassare Longhena für die Familie Giustinian Lolin erbaut. Er wurde dabei von Vincenzo Scamozzi und insbesondere von Sebastiano Serlio beeinflusst. Bei diesen Umbauarbeiten wurde der ursprüngliche gotische Bau vollständig verändert, wobei der vertikale Impuls in den Fenstern erhalten blieb, ein Mezzanin, wie seit dem 15. Jahrhundert in venezianischen Palästen üblich, wurde nicht eingefügt. Der Komplex besteht aus zwei Gebäuden, die durch zwei Flügel verbunden sind, die einen schönen Innenhof mit einem Brunnen begrenzen.
Die Fassade des Gebäudes ist symmetrisch und folgt einem klassischen Entwurf mit zwei übereinander angeordneten Serlianas in zentraler Position in den zwei Piano nobile (ionisch im ersten Stock, in korinthischer Ordnung im zweiten Stock), denen im Erdgeschoss das Portal zum Kanal entspricht.
Unter dem Dachboden befindet sich ein Zwischengeschoss, über dem ein gesägtes Kranzgesims verläuft; auf dem Dach erheben sich zwei charakteristische obeliskförmige Zinnen, ein Merkmal, das auch in drei anderen Gebäuden am Canal Grande zu finden ist, wie beispielsweise der von Longhena selbst entworfene Palazzo Belloni Battagia, Palazzo Balbi und Palazzo Papadopoli.
Im zentralen Saal des Palastes sind vier Bilder (Der Parnassus, das Urteil des Paris, die Landung von Cleopatra, Bacchus und Ariadne) des französischen Malers Jean Raoux (1677–1734) zu sehen. Der Künstler hielt sich für dieses Werk zwei Jahre in Venedig auf.
Unter den im Palazzo Giustinian Lolin nach der Auktion 1974 verbliebenen Gemälden befinden sich: ein Porträt eines jungen Mannes, das Porträt von Angelo Levi, die beide dem venezianischen Maler Giacomo Favretto (1849–1887) zugeschrieben werden, und eine Lagunenlandschaft, dem Istrier Pietro Fragiacomo (1856–1922) zugeschrieben.
Der Palast ging im 19. Jahrhundert durch die Hände mehrerer Familien, so lebten hier die Tänzerin Maria Taglioni und die Herzogin von Parma, Marie-Louise von Österreich.
Er wurde dann von Ugo und Olga Levi erworben, um die sich ein Kultursalon mit berühmten Besuchern bildete, darunter Gabriele D’Annunzio. Derzeit ist die Fondazione Ugo e Olga Levi (Stiftung Ugo und Olga Levi), die 1962 von den Levi-Ehepartnern gegründet wurde und im Bereich der Musikwissenschaften tätig ist, Eigentümerin.
Seit 2010 ist der Hauptteil des Gebäudes die Repräsentanz der Permasteelisa-Gruppe, einem Unternehmen im Bereich Fassadengestaltung aus Metall.